# Кузедеевский район
Кузедеевский район — административно-территориальная единица в составе Новосибирской и Кемеровской областей РСФСР, существовавшая в 1939—1961 годах. Центр — село Кузедеево.
Кузедеевский район образован в составе Новосибирской области 22 июня 1939 года на части территории упразднённого Горно-Шорского района. В его состав вошли рабочие посёлки Мундыбаш, Тельбес, Темир-Тау, а также сельсоветы Аильский, Белокаменский, Бенжерепский-1, Бенжерепский-2, Верх-Талинский, Гавриловский, Калтанский, Кандалепский, Красно-Тенешский, Кузедеевский, Лысинский, Мунайский, Нижне-Кинерковский, Рябиновский, Сарбалинский, Сары-Чумышский, Тайлепский, Усть-Талинский, Учульский, Чарыштинский, Шаровский, Широко-Луговский и Шушталепский.
В 1943 году Кузедеевский район вошёл в состав Кемеровской области.
В 1951 году был упразднён Калтанский с/с.
В 1953 году были упразднены Белокаменский, Бенжерепский-2, Верх-Талинский, Гавриловский, Мунайский, Рябиновский и Шаровский с/с.
В 1957 году был упразднён Красно-Тенешский с/с.
В 1958 году был упразднён Усть-Талинский с/с.
В 1959 году были упразднены Чарыштинский и Шушталепский с/с.
В 1960 году были упразднены Аильский, Нижне-Кинерковский и Широко-Луговский с/с.
23 марта 1961 года Кузедеевский район был упразднён, а его территория объединена с городом областного подчинения Осинники в новый Осинниковский район.